# Nicolae Mitea
Nicolae Mitea (ur. 24 marca 1985 w Bukareszcie) – piłkarz rumuński grający na pozycji lewoskrzydłowego.

## Kariera klubowa
Mitea jest rodowitym mieszkańcem Bukaresztu. Piłkarską karierę rozpoczynał w zespole Dinama Bukareszt. W pierwszej lidze zadebiutował 24 listopada 2002 roku w wygranym 1:0 meczu z FC Brașov. W lidze rozegrał 9 meczów, ale szybko poznano się na jego talencie i rywalizowały o niego czołowe kluby Europy.
Latem 2003 Mitea wybrał AFC Ajax, do którego przeszedł na zasadzie wolnego transferu. W Eredivisie Rumun zadebiutował 13 września 2003 roku w wygranym 4:1 meczu z RKC Waalwijk. Już w pierwszym sezonie w Ajaksie zdobył dla holenderskiego zespołu 7 goli, a miał wówczas 18 lat. Przyczynił się do zdobycia przez Ajax mistrzostwa Holandii. W sezonie 2004/2005 zdobył 2 gole, a Ajax został wicemistrzem kraju. W 2005 roku odniósł jednak ciężką kontuzję kolana i niemal cały sezon pauzował. Jeden raz pojawił się na boisku w lidze. W sezonie 2006/2007 został wicemistrzem Holandii oraz zdobył Puchar Holandii. W sezonie 2007/2008 nie rozegrał żadnego meczu.
W 2008 roku Mitea wrócił do Dinama Bukareszt i grał w nim przez sezon. Od lata 2009 do 2010 roku pozostawał bez klubu. W 2010 roku podpisał kontrakt z greckim AO Ionikos. W 2011 roku wrócił do Rumunii i został zawodnikiem Petrolulu Ploeszti.
| Sezon   | Klub              | Kraj     | Rozgrywki    | Mecze | Bramki |
| ------- | ----------------- | -------- | ------------ | ----- | ------ |
| 2002/03 | Dinamo Bukareszt  | Rumunia  | Divizia A    | 9     | 0      |
| 2003/04 | AFC Ajax          | Holandia | Eredivisie   | 23    | 7      |
| 2004/05 | AFC Ajax          | Holandia | Eredivisie   | 21    | 2      |
| 2005/06 | AFC Ajax          | Holandia | Eredivisie   | 1     | 0      |
| 2006/07 | AFC Ajax          | Holandia | Eredivisie   | 8     | 2      |
| 2007/08 | AFC Ajax          | Holandia | Eredivisie   | 0     | 0      |
| 2008/09 | Dinamo Bukareszt  | Rumunia  | Liga I       | 12    | 0      |
| 2010/11 | AO Ionikos        | Grecja   | Beta Ethniki | 0     | 0      |
| 2011/12 | Petrolul Ploeszti | Rumunia  | Liga I       | 2     | 1      |
| 2013/14 | Concordia Chiajna | Rumunia  | Liga I       | 0     | 0      |

## Kariera reprezentacyjna
W reprezentacji Rumunii Mitea zadebiutował 20 sierpnia 2003 roku w przegranym 0:2 domowym meczu z Ukrainą w 83. minucie zmieniając Adriana Mutu. W kwalifikacjach do Mistrzostw Świata w Niemczech w wyjazdowym meczu przeciwko Macedonii (2:1) zdobył 2 gole.